# Butilbencisotiazolinona
La butilbencisotiazolinona (BBIT) es un biocida de la clase de las isotiazolinonas benzofusionadas, al igual que la sustancia básica benzisotiazolinona (BIT), de la que se obtiene por alquilación con 1-bromobutano.
La BBIT es especialmente activa como fungicida y está siendo evaluada en la UE para los tipos de productos 6, 7, 9, 10 y 13 (a marzo de 2020).

## Ocurrencia y representación
Para el material de partida frecuentemente utilizado, bencisotiazolinona (BIT), se han desarrollado un gran número de síntesis desde su primera descripción en 1923 debido a los rendimientos inicialmente insatisfactorios y al uso de reactivos problemáticos, tales como, más recientemente, a partir de 2-yodobenzamida y disulfuro de carbono (CS2) en presencia de bromuro de cobre (I) (CuBr) y el aminoácido L-prolina con rendimientos superiores al 75 %.
La alquilación de la sal de litio de BIT con 1-bromobutano produce una mezcla de N- butil-1,2-benzisotiazolin-3-ona (BBIT) y el producto de O-alquilación no deseado 3-butoxi-1,2-benzisotiazolina en la proporción 79:21, del cual se puede aislar BBIT por destilación al vacío.
Otra síntesis parte de 2-cloro -N- butilbenzamida (preparada a partir del ácido 2-clorobenzoico vía cloruro de ácido con n -butilamina), que se hace reaccionar con sulfuro de sodio seco (Na2S) en NMP para dar 2-mercapto -N -butilbenzamida.
Por ciclización oxidativa con cloruro de sulfurilo (SO2Cl2) se cierra el anillo de isotiazolinona y se forma BBIT con un rendimiento del 74%.

## Características
La butilbencisotiazolinona es un aceite de color amarillo a marrón que se disuelve en agua y diversos disolventes orgánicos. El compuesto es estable en el rango de pH entre 2 y 12 y a temperaturas más altas. La 2-butil-benzo[d]isotiazol-3-ona reacciona como una isotiazolinona con funciones tiol de péptidos, como el Glutatión, o enzimas dentro de las células de los microorganismos y por lo tanto bloquea el crecimiento y la división celular.

## Aplicaciones
La butilbencisotiazolinona es un biocida estrechamente relacionado con las isotiazolinonas con actividad antimicrobiana. Es activo contra hongos, levaduras, diversas algas y algunos tipos de bacterias, pero menos contra gérmenes problemáticos como las pseudomonas.
La butilbencisotiazolinona se utiliza como conservante en latas de lubricantes refrigerantes y pinturas in-can preservative de agua, en particular por su efecto antifúngico y por su buena estabilidad a los rayos UV (baja tendencia al amarilleo) para el tratamiento antimicrobiano de plásticos, como El poliuretano PUR, el cloruro de polivinilo PVC, las poliolefinas y el copolímero de etileno-acetato de vinilo EVAC se utilizan en cantidades de 500 a 5.000 ppm.